# Hermeias von Karien
Hermeias (altgriechisch Ἑρμείας Hermeías; † Spätherbst 220 v. Chr.) war der oberste Hofminister des Seleukidenkönigs Antiochos III. des Großen.
Hermeias stammte aus der Provinz Karien und diente sich bereits im Gefolge des Königs Seleukos III. empor. Von diesem wurde er 223 v. Chr. mit der Leitung der Staatsgeschäfte in Syrien betraut, als der König zu einem Feldzug nach Kleinasien aufbrach, auf dem er sogleich ermordet wurde. Seine herausgehobene Position an der Staatsspitze konnte Hermeias beim Machtantritt des jungen Antiochos III. behaupten, wobei er vornehmlich Eigeninteressen verfolgte und jeden nur möglichen Konkurrenten um die Macht beseitigte. Dieses Willkürregiment provozierte den Abfall der Statthalter Achaios in Kleinasien und Molon in Medien, die sich selbst zu Königen erhoben. Statt deren sofortige Unterwerfung anzugehen, drängte Hermeias den König zu einem Feldzug gegen die Ptolemäer, um die Provinz Koilesyrien zu erobern. Als Vorwand für diesen Angriff fingierte er ein vermeintliches Bündnis des Ptolemaios IV. mit dem abtrünnigen Achaios. Gegen Molon wurden lediglich drei rangniedere Feldherren ausgesandt, während Antiochos III. selbst wie von Hermeias beabsichtigt nach Koilesyrien zu ziehen bereit war. Nachdem aber die Feldherren gegen Molon nacheinander unterlagen und der König sich aufgrund eines zu starken Widerstandes aus Koilesyrien zurückziehen musste, begann die Machtstellung des Hofministers zu schwinden.
Innerhalb des königlichen Rats konnte sich nun der angesehene Feldherr Epigenes gegen Hermeias durchsetzen und den König zum Feldzug gegen Molon umstimmen. Der Rivale wurde umgehend ausgeschaltet, indem ihm ein Aufruhr der Söldnertruppen aus der Kyrrhestike wegen ausstehender Soldzahlungen angelastet wurde, worauf Epigenes vom König aus dem Dienst entlassen werden musste und kurz darauf auf Weisung von Hermeias getötet wurde. Der Feldzug gegen Molon wurde dennoch durchgeführt, der mit einem Sieg in der Schlacht von Apollonia, in der Hermeias gemeinsam mit Zeuxis den linken Heeresflügel befehligte, erfolgreich beendet werden konnte.
Ermutigt von diesem Sieg hatte Antiochos III. den Entschluss zu einem langwierigen Feldzug in die zentralasiatischen Provinzen (anabasis) gefasst, um diese dem Seleukidenreich zurückzuerobern, nachdem sie in den vorangegangenen Jahren abgefallen waren. Hermeias stand diesen Plänen erneut ablehnend gegenüber und favorisierte dagegen eine Wiederaufnahme des Krieges gegen die Ptolemäer. Als er aber von der Geburt des Prinzen Antiochos erfuhr, stimmte er doch dem Vorhaben des Königs in der heimlichen Hoffnung zu, dieser würde im Kampf gegen die Barbaren fallen oder er selbst werde eine Gelegenheit finden, den König durch ein Attentat zu beseitigen. Anschließend könnte er als Vormund des unmündigen Prinzen die faktische Alleinherrschaft über das Seleukidenreich übernehmen. Der König aber wurde rechtzeitig von seinem Leibarzt vor dem Komplott gewarnt und Hermeias wurde bei der Ausführung eines Attentatsversuchs während eines morgendlichen Spaziergangs des Königs von dessen Freunden überrascht und sofort getötet. Sein Ende wurde von der Bevölkerung als Befreiung von einer Tyrannei aufgefasst, in Apameia wurden seine Frau und seine Söhne von der aufgebrachten Volksmenge öffentlich zu Tode gesteinigt.
Von dem Historiker Polybios, der einzigen Quelle zu Hermeias’ Leben, ist ein durchweg negatives Charakterbild des Hofministers überliefert, demnach er den jungen König gänzlich zu beherrschen suchte, Anhänger mittels Bestechung gewann und Opposition gegen ihn mit Terror begegnete. Nach seinem Ende hatte sich Antiochos III. nie wieder in eine solche Abhängigkeit von einem seiner Gefolgsleute begeben.